# Кратка
Кра́тка (ранее кра́ткая); также бре́ве (лат. breve «короткое»), бре́вис, дуга́ — один из кириллических и латинских надстрочных чашеобразных диакритических знаков; заимствована из древнегреческой письменности, где означала краткость гласных. В типографике различаются кириллическое бреве и латинское бреве: как правило, первое имеет утолщения по краям, второе — в середине.

## Кириллица
На славянской почве стала обозначать неслоговой характер гласных. Регулярно используется с XV—XVI веков, преимущественно над буквой «И». Также встречалась над ижицей (в старопечатных книгах украинского происхождения), над буквой «Ю» (в старой румынской кириллице) и в некоторых других случаях.
С середины XVII века использование краткой в церковнославянском языке синодального извода становится обязательным для различения гласного «И» и согласного «Й».
В гражданском шрифте первоначально были упразднены все надстрочные знаки, в том числе и краткая; она вернулась в русскую письменность в 1735 году, откуда в составе буквы «Й» в разное время была заимствована другими языками (ныне используется во всех кириллицах, кроме сербской и македонской, которые поменяли «Й» на «Ј», совпадающую по начертанию с латинским «J»).
Другого происхождения кратка в белорусской букве «Ў», изобретённой в XIX веке по модели «Й» (один из первых случаев применения — словарь Носовича 1870 года). Кроме того, она применялась для того же звука в кириллическом осетинском алфавите Шёгрена до 1924 года. В узбекской же кириллице эта буква обозначает простое /o/ (в то время как «О» обозначает заднеязычную /ɒ/).

Некоторые шрифты используют различные стили для кириллического (сверху) и латинского (снизу) бреве

Кратка употребляется в составе букв «Ӑ» и «Ӗ» чувашского алфавита для обозначения кратких гласных среднего подъёма. В молдавском алфавите «Ӂ» обозначает аффрикату /d͡ʒ/.

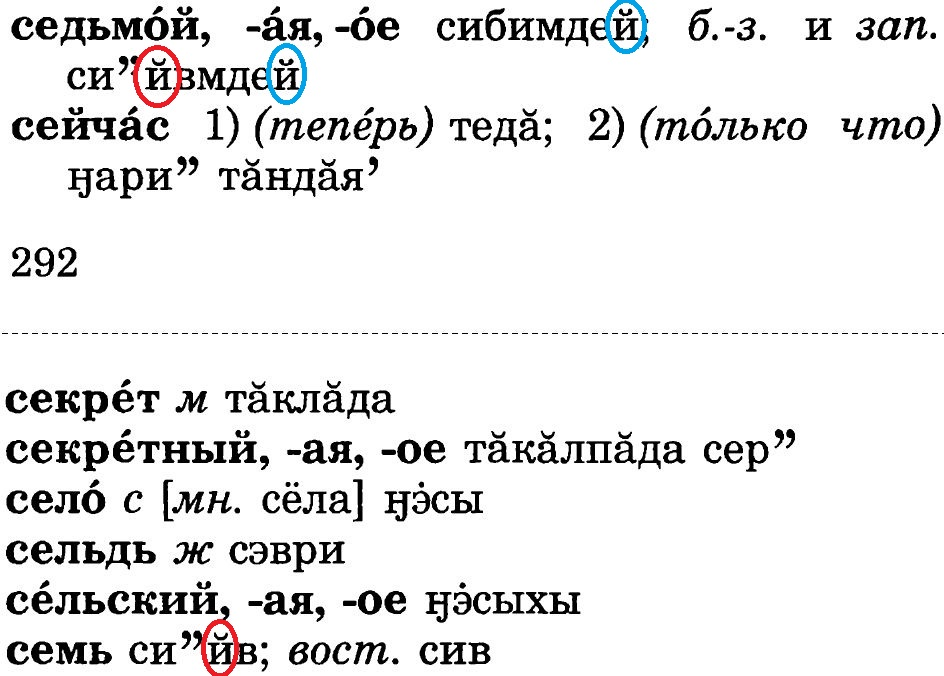
Контрастное использование кириллического (выделено синим) и латинского (выделено красным) бреве в ненецко-русском словаре

В сербском алфавите и хорватской латинице перевёрнутый бревис над гласной (встречается в словарях и учебной литературе) обозначает долгую нисходящую интонацию.
В некоторых словарях ненецкого языка параллельно с кириллической краткой (в букве Й) используется бреве, обозначающий краткость гласных, в том числе «и», и имеющий форму, как в латинице.

## Латиница
В латинском алфавите бревис прежде всего применяется для обозначения кратких гласных латинского языка в лингвистической и учебной литературе как минимум со времён Возрождения. Позже его стали использовать в лингвистике для транскрипции или транслитерации (например, санскрита или праиндоевропейского языка).
В эсперанто «Ŭ» обозначает полугласный /w/. Позже буква вошла в состав белорусской и некоторых проектов украинской латиницы.
«Ă» в разных языках обозначает разные звуки: в румынском — /ə/, во вьетнамском — /ɐ/.
С созданием турецкого латинского алфавита буква «Ğ» стала обозначать заднеязычную фрикативную согласную /ɣ/, которая, впрочем, в литературном турецком не произносится и обозначает обычно долготу предыдущего гласного. С переходом на латинский алфавит в 1990-х годах эту букву заимствовали (с изначальным значением) азербайджанский и крымскотатарский языки.

## Греческий алфавит
Бревис, наравне с макроном, обычно встречается в учебной или лингвистической литературе по древнегреческому языку для обозначения кратких звуков /a i y/ (ᾰ ῐ ῠ), для которых отсутствует парное обозначение «краткий — долгий» (в отличие от ε/η и ο/ω).